# Biočin
Biočin (izvirno srbsko Биочин) je naselje v Srbiji, ki upravno spada pod Občino Raška; slednja pa je del Raškega upravnega okraja.

## Demografija
V naselju, katerega izvirno (srbsko-cirilično) ime je Биочин, živi 47 polnoletnih prebivalcev, pri čemer je njihova povprečna starost 62,6 let (58,8 pri moških in 66,7 pri ženskah). Naselje ima 29 gospodinjstev, pri čemer je povprečno število članov na gospodinjstvo 1,72.
To naselje je, glede na rezultate popisa iz leta 2002, večinoma srbsko.
|  |

| Demografija | Demografija     | Demografija     |
| Leto        | Št. prebivalcev | Št. prebivalcev |
| ----------- | --------------- | --------------- |
|             |                 |                 |
|             |                 |                 |
|             |                 |                 |
|             |                 |                 |
| 1948        | 208             |                 |
| 1953        | 251             |                 |
| 1961        | 273             |                 |
| 1971        | 243             |                 |
| 1981        | 141             |                 |
| 1991        | 76              | 76              |
| 2002        | 50              | 50              |
|             |                 |                 |

| Etnična sestava po popisu iz leta 2002 | Etnična sestava po popisu iz leta 2002 | Etnična sestava po popisu iz leta 2002 | Etnična sestava po popisu iz leta 2002 | Etnična sestava po popisu iz leta 2002 |
| -------------------------------------- | -------------------------------------- | -------------------------------------- | -------------------------------------- | -------------------------------------- |
| Srbi                                   | Srbi                                   |                                        | 47                                     | 94,0%                                  |
| Neznano                                | Neznano                                |                                        | 3                                      | 6,0%                                   |